# VinFast

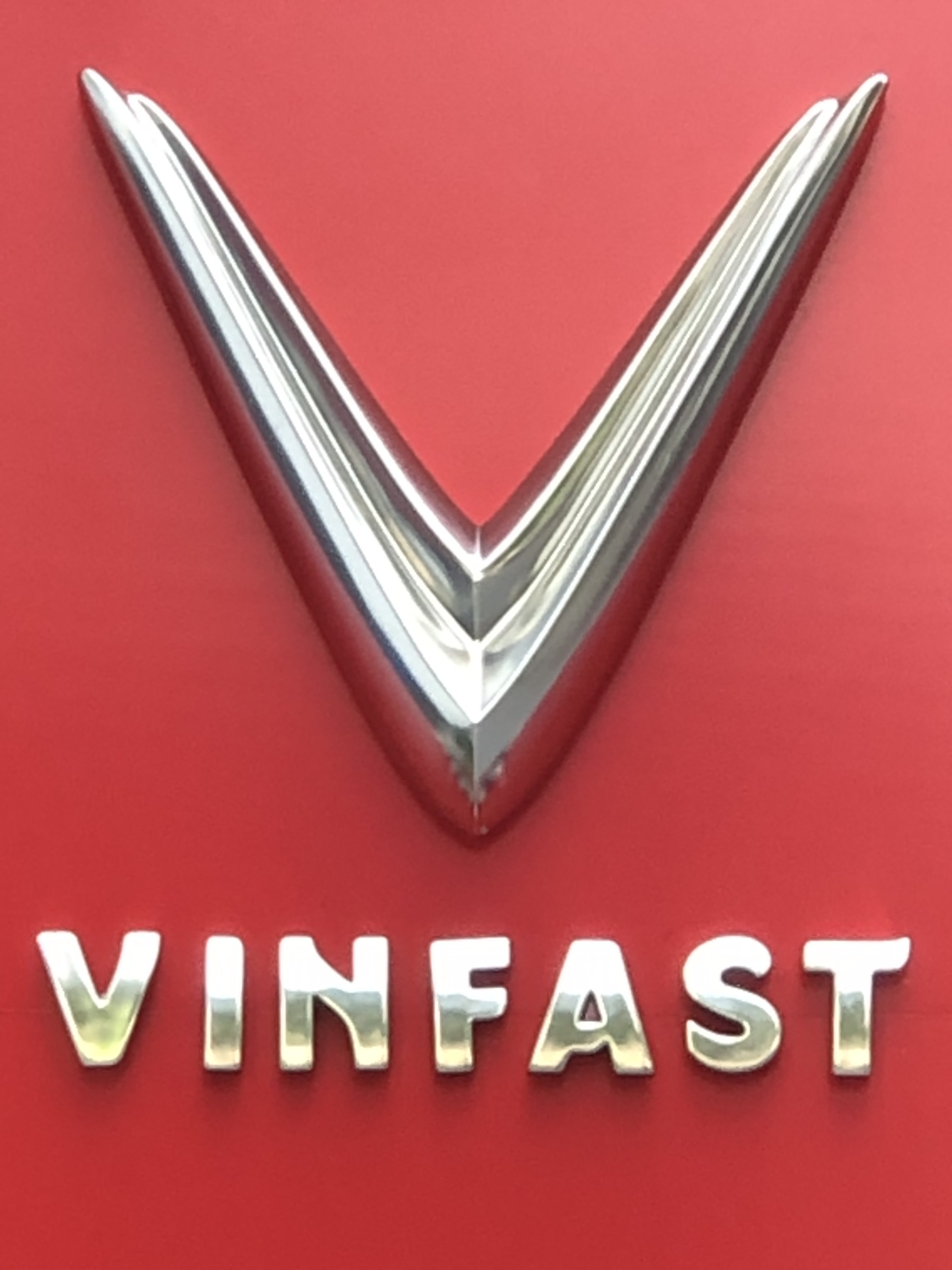
Logo VinFast tại Times City

VinFast (hay VinFast JSC; viết tắt: VF, tên đầy đủ: Công ty cổ phần sản xuất và kinh doanh VinFast) là một công ty chuyên về sản xuất ô tô và xe máy điện của Việt Nam thành lập vào năm 2017. Trụ sở chính được đặt tại thành phố Hải Phòng. VinFast là một thành viên của tập đoàn Vingroup do ông Phạm Nhật Vượng sáng lập. Tên gọi của công ty được viết tắt từ cụm từ "Việt Nam – Phong cách – An toàn – Sáng tạo – Tiên phong" (chữ Ph đổi thành F).
Công ty đã giới thiệu các nguyên mẫu đầu tiên dành riêng cho thị trường Việt Nam tại Triển lãm xe hơi Paris năm 2018 ở Pháp, bao gồm một chiếc SUV và một chiếc sedan. Những mẫu xe này dự kiến ra mắt vào tháng 9 năm 2019 nhưng trên thực tế đã bàn giao ngày 28 tháng 7 cùng năm. Sau ô tô xăng, VinFast bắt đầu sản xuất, bán ra thị trường các dòng xe máy điện và ô tô điện. Nhà máy sản xuất chính của VinFast đặt tại thành phố Hải Phòng, có diện tích 335 hecta với tổng số vốn đầu tư 3,5 tỷ USD.

## Lịch sử

### Bối cảnh và động cơ
Lịch sử ngành công nghiệp ô tô tại Việt Nam được đánh dấu bởi chiếc xe mang tên ô tô Chiến Thắng xuất xưởng năm 1958. Năm 1970, hãng xe Citroën (Pháp) cho xuất xưởng chiếc xe hiệu La Dalat được lắp ráp tại nhà máy của hãng này tại Sài Gòn. Năm 1991, liên doanh lắp ráp Mekong Auto thành lập. Năm 2004, Thaco khánh thành Nhà máy Sản xuất và Lắp ráp Ô tô Chu Lai – Trường Hải, và Vinaxuki cũng được cấp giấy phép sản xuất, lắp ráp xe ô tô. Mật độ người sử dụng xe ô tô trong nước Việt Nam tính đến cuối 2017 là 16 xe trên 1.000 người. Tỉ lệ nội địa hóa trong xe ô tô đến cuối năm 2016 là 15-18% với dòng xe con của Thaco, 37% cho dòng xe Innova của Toyota. Tỉ lệ này cao hơn ở các dòng xe tải và xe khách. Năm 2017 cũng là năm trong quá trình thực hiện hiệp định AFTA giảm thuế nhập khẩu ô tô từ các nước trong khối ASEAN xuống 0%. Việc giảm thuế nhập khẩu này dẫn đến xe lắp ráp trong nước bị cạnh tranh mạnh từ xe nhập khẩu, gây ra dư thừa lao động trong ngành công nghiệp ô tô. Ông Nguyễn Việt Quang, phó chủ tịch VinGroup chia sẻ:
| “                       | Vingroup quyết định đầu tư vào ngành công nghiệp ôtô, nhằm mở ra cơ hội sở hữu ôtô với chi phí phù hợp, vừa thân thiện với môi trường, vừa đáp ứng nhu cầu ngày càng cao của người tiêu dùng trong nước. Đồng thời, từng bước giành thế tự chủ và chủ động về công nghiệp ôtô, góp phần bảo vệ lợi ích quốc gia. Mục tiêu đến 2025 của chúng tôi là trở thành nhà sản xuất ôtô hàng đầu Đông Nam Á | ” |
| — Bạch Dương, Vneconomy | |   |

### 2017
Ngày 2 tháng 9 năm 2017, dự án Tổ hợp sản xuất ô tô VinFast tại khu kinh tế Đình Vũ – Cát Hải đã được Vingroup khởi công, với sự tham dự của Thủ tướng Nguyễn Xuân Phúc. Đánh giá về sự kiện này, ông Michel Tosto ở công ty chứng khoán Viet Capital cho rằng, đây là dự án rất khó khăn và công ty nên tìm kiếm hợp tác với các nhà sản xuất ô tô quốc tế. Phó Chủ tịch Vingroup, bà Lê Thị Thu Thủy cũng cho rằng đây là dự án phức tạp, không dễ dàng. Steve Man, chuyên gia phân tích ngành ô tô của Bloomberg Intelligence, nhận định họ sẽ phải đối mặt với những thách thức trong việc thu hút người mua tương tự như với các công ty sản xuất ô tô nội địa của Trung Quốc. Trong khi đó ông Bùi Ngọc Huyên, chủ tịch công ty sản xuất ô tô Vinaxuki, tin dự án ô tô này sẽ thành công.
Ngành nghề đăng ký hoạt động ban đầu của VinFast là sản xuất thân xe có động cơ, rơ moóc và bán rơ moóc, sản xuất phụ tùng và bộ phận phụ trợ cho xe có động cơ và động cơ xe, đóng tàu và cấu kiện nổi, đóng thuyền, xuồng thể thao và giải trí, sản xuất đầu máy xe lửa, xe điện và toa xe; với vốn điều lệ 500 tỷ đồng. Vốn đầu tư ban đầu có khoản vay 800 triệu USD do Tập đoàn tài chính Credit Suisse cung cấp. Công suất thiết kế của tổ hợp sản xuất dự kiến lên đến 500 nghìn xe mỗi năm vào năm 2025.
Đầu tháng sau, công ty phát động cuộc thi "Chọn xế yêu cùng VinFast". Một số đối tác của họ cho đến thời điểm này là Magna Steyr, một nhà cung cấp phụ tùng của Áo, Siemens, hợp tác xây dựng nhà máy và trung tâm nghiên cứu và phát triển, các hãng thiết kế Pininfarina, Zagato, Torino và ItalDesign, Phòng Thương mại và Công nghiệp Đức tại Việt Nam. Vingroup còn ký kết hợp tác với Bosch về việc cung cấp phụ tùng, linh kiện, hệ thống phần mềm cho ô tô xe máy và phần mềm quản lý doanh nghiệp. Cùng tháng đó, VinFast công bố 2 mẫu xe ô tô được người tiêu dùng bình chọn nhất ở đợt 1 của nhà thiết kế Italdesign.

### 2018
Ngày 18 tháng 1 năm 2018, công ty công bố đã hoàn tất hợp đồng sản xuất mẫu xe với nhà thiết kế hàng đầu Pininfarina và mua bản quyền sở hữu trí tuệ từ BMW. Ngày 7 tháng 2, họ thành lập Trung tâm Đào tạo Kỹ thuật viên Cơ khí, Cơ điện tử Ngày 8 tháng 3, doanh nghiệp phát động cuộc thi bình chọn mẫu xe ô tô điện và xe cỡ nhỏ "Chọn xế yêu cùng VinFast - 2" với 36 mẫu xe gồm 17 mẫu xe điện và 19 mẫu xe cỡ nhỏ thiết kế bởi Ital Design, One One Lab, Pininfarina, Torino Design, với 2 mẫu xe ô tô điện IDG EV A và xe ô tô cỡ nhỏ IDG ICE A của ItalDesign đã chiến thắng.
Hè năm đó, doanh nghiệp ký hợp đồng phát triển hoàn chỉnh chiếc xe ô tô điện với EDAG và thành lập nhà máy liên doanh với Công ty Aapico Hitech của Thái Lan để dập và hàn các chi tiết thân vỏ xe và ký thỏa thuận hợp tác chiến lược với General Motors Việt Nam. Thỏa thuận này chỉ định họ là nhà phân phối độc quyền dòng xe Chevrolet tại Việt Nam thông qua mạng lưới đại lý Chevrolet toàn quốc hiện tại; GM đồng ý chuyển giao công nghệ cho họ bao gồm cả bản quyền sản xuất xe hơi cỡ nhỏ. Tháng 7 năm 2018, VinFast bắt đầu tuyển đại lý ủy quyền bán xe máy điện và mở công ty con tại Đức. Tháng sau, Công ty ký hợp đồng với Siemens về cung cấp công nghệ và linh kiện để sản xuất xe buýt điện và thành lập công ty TNHH Việt Nam Grand Prix với ngành nghề kinh doanh tập trung vào tổ chức, xúc tiến các sự kiện, triển lãm, hội nghị, hội thảo. Mùa thu năm đó, công ty ký kết hợp tác với LG Chem thuộc tập đoàn LG trong việc sản xuất các dòng pin tiêu chuẩn quốc tế cho xe chạy điện, điện thoại và các sản phẩm công nghiệp khác. LG Chem cũng chính là hãng cung cấp pin cho xe máy điện Vespa Elettrica. Năm đó, VinFast được đánh giá là nhà sản xuất ô tô đầu tiên ở Việt Nam và là công ty sản xuất ô tô khởi nghiệp nhanh nhất thế giới.

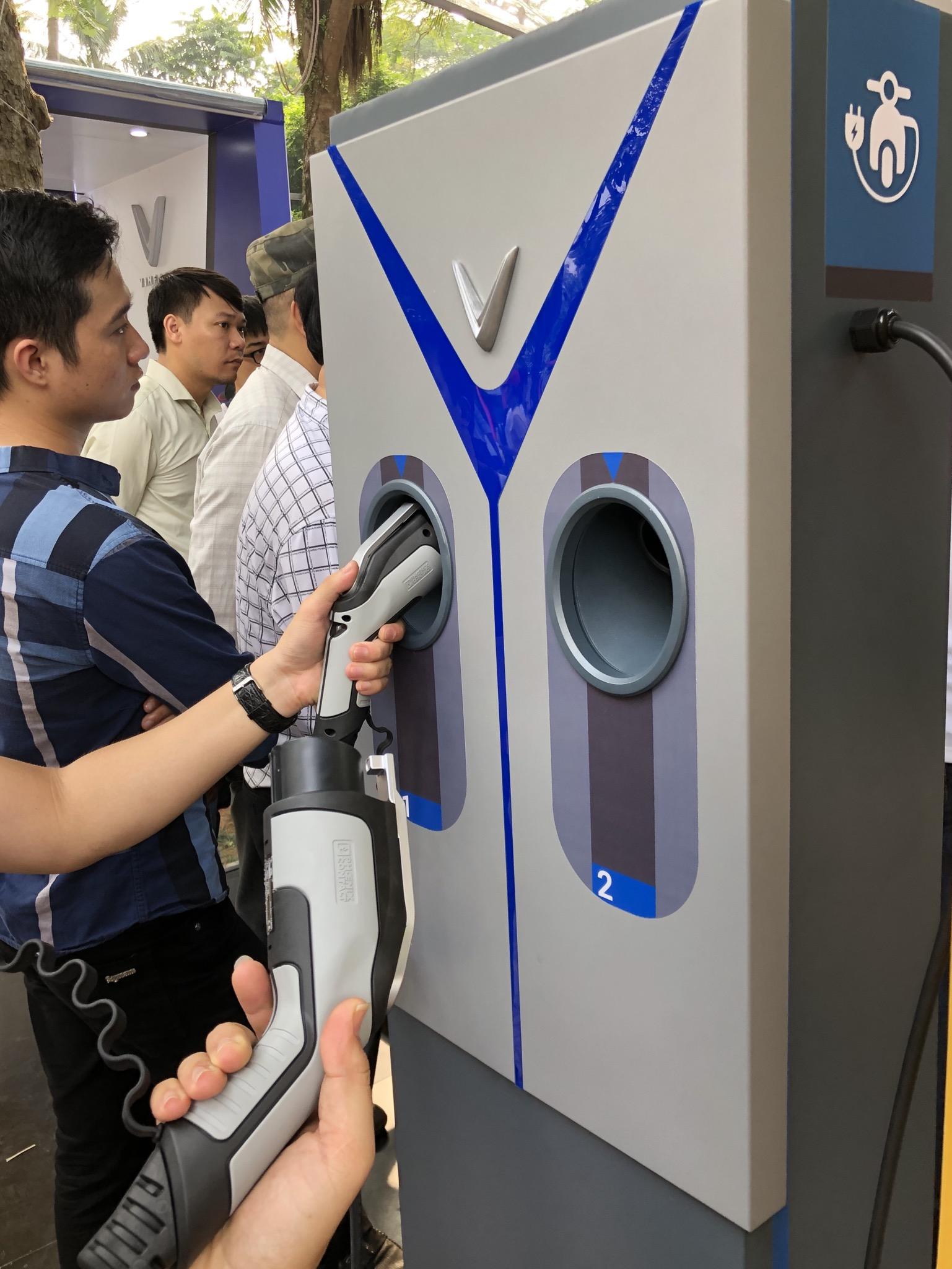
Trạm sạc tại công viên Thống Nhất năm 2018

Tháng 10 năm 2018, doanh nghiệp giới thiệu hai mẫu xe LUX A2.0 thuộc dòng Sedan và LUX SA2.0 thuộc dòng SUV tại Triển lãm xe hơi Paris 2018. Giám đốc thiết kế dòng Lux, ông David Lyon giải thích họ đã cắt giảm giai đoạn làm mô hình đất sét để rút ngắn thời gian thiết kế xe. Công ty được chính phủ CHLB Đức cùng với Credit Suisse AG và HSBC bảo lãnh khoản vay 950 triệu USD để nhập khẩu thiết bị sản xuất ô tô Sau đó, doanh nghiệp bắt đầu tuyển đại lý ủy quyền bán ô tô. Doanh nghiệp chọn phần mềm quản lý vòng đời sản phẩm của Siemens PLM Software nhằm phát triển kế hoạch thiết kế các thế hệ sản phẩm. Cuối tháng, VinFast ký thỏa thuận với Tổng Công ty Dầu Việt Nam triển khai hệ thống trạm sạc và thuê pin tại các điểm kinh doanh xăng dầu trên toàn quốc. Tháng 11 năm 2018, VinFast khánh thành nhà máy sản xuất xe máy điện thông minh eScooter và cho ra mắt dòng sản phẩm xe máy điện đầu tiên VinFast Klara với 2 phiên bản sử dụng pin Lithium-ion và sử dụng ắc quy Acid-chì. VinFast còn công bố giá bán lẻ xe máy điện Klara. Giá bán theo chính sách 3 không (không tính chi phí khấu hao, chi phí tài chính và lãi) giá khuyến mãi giảm 40%. Công ty tiếp tục ký thỏa thuận Petrolimex xây dựng các điểm dịch vụ xe chạy điện (sạc, cho thuê pin, kiểm tra, bảo dưỡng và sửa chữa ô tô, xe máy điện). Sau đó, công ty tổ chức giới thiệu các mẫu xe VinFast Klara, VinFast Fadil, VinFast Lux tại Công viên Thống Nhất, Hà Nội và công bố toàn bộ giá bán chưa bao gồm thuế VAT. Công ty cũng công bố danh sách 168 điểm đại lý bán hàng toàn quốc ngày này, bao gồm 55 showroom, 23 đại lý ủy quyền, 53 xưởng dịch vụ ô tô, 99 điểm bán và 80 điểm bảo hành xe máy điện.
Cuối năm, công ty công bố lịch trình tăng giá bán chưa VAT cho 5 dòng xe (3 ô tô, 2 xe máy điện).

### 2019

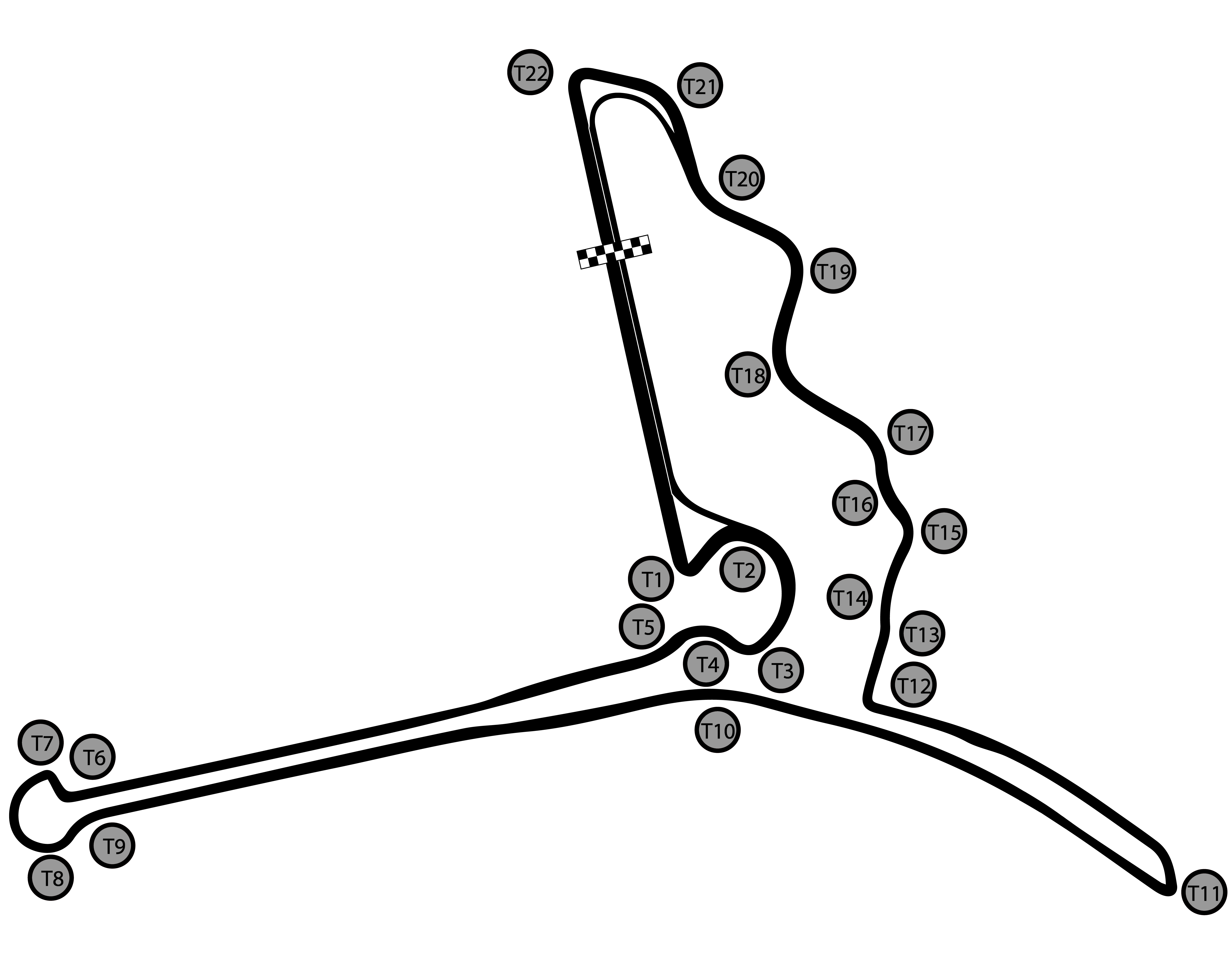
Đường đua F1 Mỹ Đình, Hà Nội

Ngày 15 tháng 1 năm 2019, doanh nghiệp tiếp tục tổ chức cuộc thi "Chọn xế yêu cùng VinFast – 3" bình chọn 7 mẫu xe ô tô nhãn hiệu Pre (viết tắt của Premium) trải dài trên 4 phân khúc hạng A, hạng B (xe ô tô đuôi cong và CUV), hạng C (Sedan, CUV) và hạng D (Sedan, SUV và xe gia đình). Các mẫu lần này được thiết kế bởi Italdesign (Ital Design), Torino Design, Pininfarina. Kết quả chiến thắng cuối cùng thuộc về 7 mẫu: A18 của Pininfarina cho phân khúc xe hạng A cỡ nhỏ, B 26 của Pininfarina cho hatchback, Sedan C 29, CUV C 31 của Pininfarina, D 35 của ItalDesign cho phân khúc sedan hạng D, D 59 của Torino Design cho SUV hạng D, xe gia đình MPV 05 (64) cũng của Torino Design. Tháng sau, doanh nghiệp hoàn thành công đoạn dập và hàn thân vỏ xe VinFast Lux SA2.0. Sau đó, doanh nghiệp còn giới thiệu mẫu xe SUV Lux phiên bản đặc biệt hạn chế tại Geneva Motor Show: VinFast Lux V8 Mẫu xe Suv VinFast Lux SA2.0 chính thức được hoàn thiện, lăn bánh và chuẩn bị đưa đi thử nghiệm. 155 chiếc xe VinFast LUX đã được gửi đi thử nghiệm an toàn tại 14 quốc gia thuộc 4 châu lục. VinFast và LG Chem thành lập liên doanh đóng gói và sản xuất pin, với diện tích xây dựng 12.000 m² trong tổ hợp nhà máy VinFast. Trước hè, Vingroup quyết định thành lập VinBus kinh doanh vận tải hành khách công cộng sử dụng xe buýt điện do công ty sản xuất trong mối quan hệ công nghệ và linh kiện với Siemens, vốn điều lệ 1.000 tỉ đồng, dự kiến bắt đầu hoạt động tháng 3 năm 2020 với 3.000 đầu xe, triển khai tại 5 thành phố lớn Hà Nội, Hải Phòng, Đà Nẵng, Thành phố Hồ Chí Minh và Cần Thơ. Xe buýt chạy điện này có thể góp phần giảm nhu cầu sử dụng xăng dầu. Vingroup còn ký kết hợp tác với Viettel xây dựng mạng lưới điểm sạc, đổi pin xe điện tại các địa điểm kinh doanh của Viettel. Tháng 5, công ty tiến hành chạy thử 58 xe Lux và Fadil tại Việt Nam.
Sau đó, công ty công bố xe Fadil đạt chuẩn an toàn qua kết quả thử nghiệm tại GM Hàn Quốc.
Tới hè, VinFast khánh thành và đưa vào hoạt động nhà máy sản xuất ôtô tại khu kinh tế Đình Vũ - Cát Hải. Thủ tướng Nguyễn Xuân Phúc cũng đến dự. VinFast tổ chức lễ giao xe VinFast Fadil tại sân vận động Mỹ Đình và hội trường Thống Nhất với 650 xe bàn giao tới khách hàng. Tháng sau, Kreisel Electric có trụ sở tại Rainbach im Mühlkreis, Freistadt, Oberösterreich, Áo ký thỏa thuận hợp tác đóng gói pin cho xe ô tô điện VinFast. Tới ngày 28, VinFast đã bàn giao khoảng 200 chiếc xe Lux bao gồm cả Sedan A2.0 và Suv SA2.0. VinFast tiếp tục chào thị trường phiên bản Fadil nâng cao (Fadil Plus). Sau đó, VinFast công bố duy trì thời gian áp dụng chính sách giá "3 Không cộng ưu đãi" cho ba dòng sản phẩm Lux SA2.0, Lux A2.0 và Fadil cho đến khi có thông báo mới. Tháng 9 cùng năm, VinFast đã mua lại 51% cổ phần của AAPICO Hitech trong AAPICO VinFast Auto Parts Co. công bố giá bán xe máy điện Impes và Ludo, thuê pin lithium-ion của LG Chem và đổi pin tại các trạm của Vingroup.
Mùa thu năm đó, công ty ký kết thỏa thuận với Ngô Thanh Vân làm đại sứ thương hiệu. Sau đó, công ty trở thành nhà tài trợ chính giải đua xe hơi Công thức 1 bắt đầu 2020. Công trình xây lắp đường đua này về cơ bản đã hoàn thành vào cuối tháng 3, nhưng do ảnh hưởng đại dịch COVID-19 tại Việt Nam nên đã được hoãn lại. công ty còn nhận chứng nhận an toàn 5 sao cho 2 dòng xe Lux (A2.0, SA2.0) và 4 sao cho Fadil từ Chương trình đánh giá xe mới của Đông Nam Á; đồng thời công ty cũng chính thức tham gia Triển lãm Ô tô Việt Nam 2019 (Vietnam Motor Show 2019). Kết quả kiểm tra thì hatchback Fadil đạt 4 sao, còn sedan Lux A2.0 và Suv Lux SA2.0 đạt 5 sao.
VinFast công bố chính sách thu hồi sản phẩm thải bỏ trong chiến lược giữ gìn môi trường. Cuối năm, doanh nghiệp tài trợ và bàn giao 393 xe Lux gồm Sedan A2.0 và Suv SA2.0 cho Tiểu ban Vật chất - Hậu cần, Ủy ban Quốc gia ASEAN 2020 để đưa đón đại biểu trong thời gian đến Việt Nam tham dự Hội nghị. ZF khánh thành nhà máy sản xuất trục cho hai mẫu VinFast Lux A2.0 và Lux SA2.0 tại khu công nghiệp Đình Vũ, Hải Phòng. ASEAN NCAP công bố kết quả kiểm nghiệm 3 dòng xe VinFast trên báo chí. Tháng 12, doanh nghiệp công bố bảng giá phụ tùng ô tô VinFast Lux và VinFast Fadil, và giá bán Ludo, Impes và Klara S. Trong năm 2019, VinFast bán được tổng cộng 17.214 chiếc bao gồm các mẫu Fadil, Lux A2.0, và Lux SA2.0.

### 2020

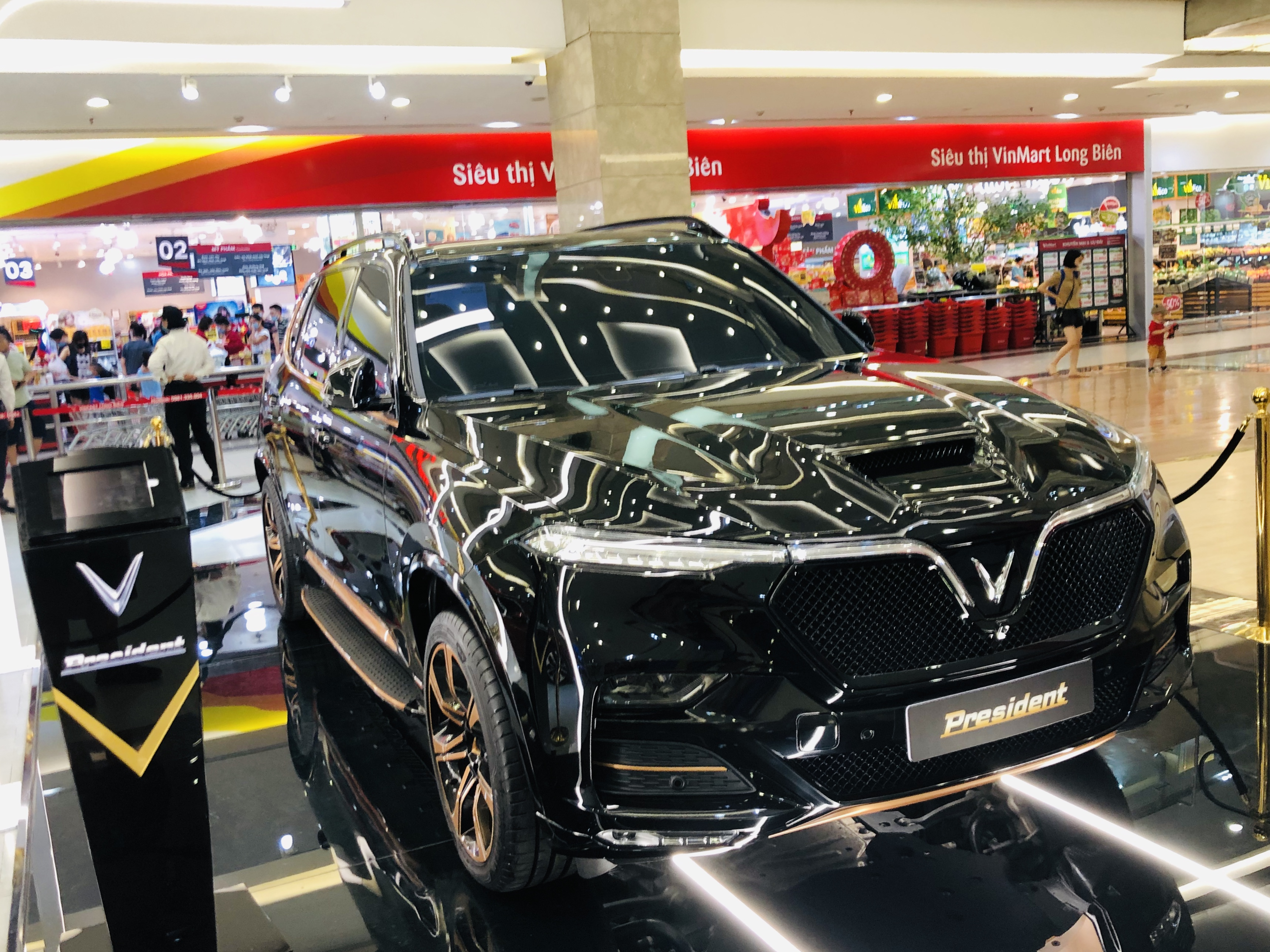
VinFast President ra mắt năm 2020

Đầu năm, ông Nguyễn Việt Quang công bố doanh số xe đã bán trong năm 2019. VinFast hé lộ thông tin về dự định mở rộng thị trường sang Úc. VinFast khai trương 18 xưởng dịch vụ tại chuỗi trung tâm thương mại Vincom ở Bắc Ninh, Sơn La, Hà Tĩnh, Thành phố Hồ Chí Minh, Bình Dương, Long An, Vĩnh Long, Cà Mau, Phú Yên, Quảng Ninh, Hòa Bình, Quảng Bình, Đồng Nai, Tây Ninh, Đồng Tháp, Kiên Giang, Kon Tum và Khánh Hòa. Tháng 3, Discovery Channel làm một clip phóng sự về VinFast nói riêng và nền công nghiệp ô tô tại Việt Nam nói chung. Sau đó, trước nhu cầu cần thiết của chương trình phòng chống dịch bệnh Covid-19, Vingroup công bố nhà máy VinSmart cùng nhà máy VinFast mở thêm lĩnh vực sản xuất máy thở.
Công ty áp dụng chương trình giá khuyến mãi trong tháng và triển khai chương trình "Đổi cũ lấy mới - Lên đời xe sang" song song với việc thành lập Smart Solution. Trước hè, công ty khai trương thêm 14 xưởng dịch vụ, nâng tổng số xưởng dịch vụ trên toàn quốc lên con số 54. Công ty còn ký kết hợp tác với 5 trường (Trường Cao đẳng nghề Cơ điện Hà Nội, Trường Cao đẳng nghề Công nghiệp Hà Nội, Trường Cao đẳng Công nghiệp Huế, Trường Cao đẳng Công nghệ Hà Tĩnh và Trường Cao đẳng Kỹ thuật Lý Tự Trọng Thành phố Hồ Chí Minh).
Hè cùng năm, VinFast đã công bố giá bán pin Lithium ion LG Chem-VinFast (dành cho dòng xe máy điện VinFast Klara S, Impes và Ludo) . VinFast công bố chương trình tặng phí trước bạ đồng thời tăng thời gian bảo hành từ 3 năm lên 5 năm cho 2 dòng xe VinFast Lux A2.0 và SA2.0, sau đó (2022) thì tăng thời hạn bảo hành lên 10 năm cho tất cả các dòng xe ô tô. VinFast tiếp tục khai trương văn phòng tại Melbourne (Úc) với Viện Công nghệ Ô tô 2 do Kevin Yardley làm viện trưởng. VinFast cũng đã đặt chỗ triển lãm tại LA Auto Show 2020. VinFast tài trợ chương trình tặng 50.000 pin cho xe máy điện Ludo và Impes.
Mùa thu năm đó, tập đoàn VinGroup công bố thông tin công khai cho thấy doanh nghiệp đang lỗ gần 6.600 tỷ đồng chỉ trong 6 tháng đầu năm 2020, gấp 4 lần cùng kỳ năm trước. Bình quân mỗi tháng trong nửa đầu năm 2020, họ lỗ hơn nghìn tỷ đồng nhưng việc này - theo họ - đều nằm trong dự tính và được coi là khoản "lỗ kế hoạch" của Vingroup. Sau đó, doanh nghiệp ký thỏa thuận mua Trung tâm thử nghiệm xe Lang Lang, Melbourne, (bang Victoria, Úc) của GM Holden. Tính tới thời điểm tháng 12 năm 2020 thì doanh nghiệp có 55 showroom, 30 đại lý ủy quyền, và 57 xưởng dịch vụ trong đó có 16 điểm VinFast Chevrolet. Đại lý xe máy điện: 119 điểm bán, 80 điểm bảo hành, 559 trạm đổi và sạc pin. Doanh nghiệp còn dự tính mở cửa trung tâm thử nghiệm ô tô tại Úc. Hãng xe Việt này còn có hoài bão là sẽ cùng góp sức cho sự phát triển ngành công nghiệp ô tô toàn cầu bằng cách mở đường thử cho các hãng xe khác dùng tự do. Cũng trong tháng 12, nam ca sĩ Sơn Tùng M-TP đã kết hợp ra mắt phiên bản xe máy điện đặc biệt VinFast Ludo Mint To Be và VinFast Impes Milky Sky.

### 2021
VinFast mở đầu 2021 bằng việc công bố 2 dòng xe máy điện và 5 dòng ô tô, trong đó có 3 xe ô tô điện và 2 xe ô tô xăng với tên hiệu VF31, VF33 và VF33. Xe máy điện là Feliz mã V5 và Theon mã V9, xe ô tô gồm 1 mẫu SUV hạng C chạy điện mã VF31, 1 mẫu SUV hạng D chạy điện và 1 mẫu chạy xăng mã VF32, 1 mẫu SUV hạng E chạy điện và 1 mẫu chạy xăng mã VF33. Ngày 16 tháng 2 năm 2021, Chương trình Đánh giá xe mới khu vực Đông Nam Á (ASEAN NCAP) đã trao giải "Hãng xe mới có cam kết cao về an toàn" cho VinFast. VF cũng đã ký hợp tác với  ProLogium Technology Co., Ltd. về bản quyền pin thể rắn CIM/CIP MAB (Multi-Axis Bipolar + Technology - công nghệ lưỡng cực đa trục +) cho xe ô tô điện, dự kiến phát hành 2023-2024.
Ngày 23 tháng 3, VF nhận đặt hàng mẫu xe ô tô SUV phân khúc C chạy điện đầu tiên VF e34 là mẫu VF31 đổi tên (Dài x Rộng x Cao: 4.300 x 1.793 x 1.613 mm, chiều dài cơ sở: 2.610 mm, khoảng sáng gầm xe: 180 mm) với 5 chỗ ngồi, động cơ có công suất tối đa 110 kW, mô men xoắn cực đại: 242 Nm, 6 túi khí, sử dụng pin lithium-ion dung lượng 42 kWh với kế hoạch bàn giao tháng 11 cùng năm. Sau 12 giờ, mẫu e34 đã nhận được 3.692 đơn hàng. Cuối tháng 3, VF khai trương thêm 64 showroom tại 30 tỉnh thành Việt Nam. Sang tháng 4, VF đã hợp tác với NVIDIA để sử dụng chip cho các xe điện thông minh ra mắt năm 2022.
Tháng 7, VF mở cửa chi nhánh tại Mỹ, Canada, Pháp, Đức, Hà Lan. Ngày 27, VG công bố bổ nhiệm Michael Lohscheller làm Tổng giám đốc VinFast toàn cầu. Ngày 23 tháng 8, VinFast đã ký biên bản thỏa thuận hợp tác với Gotion High-Tech nhằm xây dựng nhà máy Giga sản xuất cell pin LFP. Cuối tháng 9, VF chọn Cerence làm đối tác cung cấp giải pháp AI điều khiển bằng giọng nói trên các dòng ô tô điện thông minh, đồng thời cũng tham gia Hiệp hội các Nhà sản xuất Xe Cơ giới Quốc tế (The Association of International Motor Vehicle Manufacturers - Verband der Importeure von Kraftfahrzeugen VDIK).
Tổ chức đánh giá xe hơi châu Âu Autobest hợp tác VF nhằm thúc đẩy phát triển xe chạy điện đầu tháng 10. VF lên kế hoạch mang 2 mẫu xe ô tô điện VF e35 và VF e36 là 2 mẫu Suv hạng D và E tới Triển lãm ô tô Los Angeles 2021, trong chiến lược nhận đặt hàng đầu 2022, giao hàng cuối 2022. Đầu tháng 11, VF thỏa thuận hợp tác với Tập đoàn điện lực Pháp trong việc lắp đặt trạm sạc điện công cộng và các dịch vụ liên quan tại Pháp. Chính quyền bang California (Mỹ) cũng đồng ý thỏa thuận giảm trừ tối đa 20,5 triệu $ cho VinFast vói điều kiện VF phải đầu tư vào bang, và giải quyết công việc toàn thời gian cho ít nhất 1.065 người; trụ sở VinFast đặt tại Playa Vista, Quận Los Angeles, California. Ngày 18 tháng 11, VF giới thiệu 2 mẫu xe ô tô điện VF e35 và e36 tại Triển lãm ô tô Los Angeles 2021, với sự đồng hành của Supercar Blondie, Nas Daily, Lana Condor, Maria Trần, Sunisa Lee. Ngày 4 tháng 12, VinGroup chuyển nhượng toàn bộ phần vốn góp 51,52% trong VinFast cho công ty con của mình là VinFast Singapore. Nhà máy pin Công ty Cổ phần giải pháp năng lượng VinES được động thổ tại khu kinh tế Vũng Áng, Hà Tĩnh ngày 12 tháng 12. VinFast lên kế hoạch giới thiệu mẫu xe điện e32, e33, e34P, e35 và e36 tại CES 2022, đồng thời bắt đầu nhận công bố giá bán và nhận đặt hàng e35, e36. Những chiếc xe ô tô điện VF e34 đầu tiên được bàn giao đến tay khấch hàng ngày 25 tháng 12 năm 2021. Sau đó 3 ngày thì bà Lê Thị Thu Thủy được bổ nhiệm Tổng giám đốc VinFast toàn cầu thay ông Michael Lohscheller. Trong tháng 11, VF đã bàn giao 18 xe gồm 5 VinFast President và 13 VinFast Lux A2.0 cho đại lý thị trường Lào là Phongsupthavy theo thoả thuận đại lý hồi tháng 6 năm 2021. Theo báo cáo tài chính nửa đầu năm 2021, VinFast lỗ 11,3 nghìn tỷ đồng (491,3 triệu đô la Mỹ). Mức này cao gần gấp đôi so với khoản lỗ năm 2020 - 6,6 nghìn tỷ đồng (287 triệu đô Mỹ). Theo báo cáo năm 2021, doanh thu của VinFast, nhánh sản xuất xe hơi chạy xăng của Vingroup là 17.263 tỷ đồng, chiếm 14% tổng doanh thu, ghi nhận lỗ trước thuế 23.948 tỷ, tương đương khoảng một tỷ đô la. Trong năm 2021, VinFast bàn giao 35.700 xe đến khách hàng.

### 2022
VF cùng với bp, Daimler, Samsung Ventures, TDK tham gia đầu tư chiến lược vào StoreDot, một công ty có trụ sở tại Israel để phát triển công nghệ sạc nhanh cho xe điện. VF sử dụng công nghệ blockchain và NFT vào việc phân phối xe điện VF e35, e36 tới tay khách hàng toàn cầu kể từ 2022. VinFast công bố thay đổi tên các dòng xe ô tô điện VinFast VF e32 thành VinFast VF 5, VinFast VF e33 thành VinFast VF 5, VinFast VF e34P thành VinFast VF 7, VinFast VF e35 thành VinFast VF 8 và VinFast VF e36 thành VinFast VF 9. Tại CES, VF đã có khách hàng lớn đầu tiên là Artemis DNA đặt cọc 100 xe ô tô điện. Tất cả các dòng xe ô tô của VF (bao gồm cả xe chạy xăng và xe chạy điện) đều được bảo hành 10 năm; các xe điện được kiểm thử an toàn trong hợp tác với Applus+ IDIADA. Xe ô tô điện VF sử dụng pin thuê với 2 gói linh hoạt và cố định. VF ký kết với chính quyền bang North Carolina xây dựng nhà máy sản xuất tại khu công nghiệp Triangle Innovation Point, Hạt Chatham, dự định khởi công tháng 7, 2023.
Đầu tháng 4 năm 2022, VF công bố tham gia Triển lãm Ô tô Quốc tế New York và tổ chức chuyến lữ hành từ Hạ Long đến mũi Sa Vĩ đã được công nhận kỷ lục Việt Nam vinh danh "Đoàn caravan ô tô điện nhiều nhất". Tiếp sau đó, VinFast ký thỏa thuận với Electrify America thuộc Volkswagen Mỹ trong Tập đoàn Volkswagen về việc sạc xe VF tại Mỹ. Cũng trong tháng, VF công bố chọn B-EV Motors làm đại lý phân phối chính thức tại Israel, và sau đó giới thiệu 5 mẫu xe máy điện mới sử dụng công nghệ Pin LFP.
Ngày 10 tháng 9, VinFast bàn giao 100 chiếc VF 8 tới tay khách hàng tại Hải Phòng, Việt Nam. VinFast hợp tác với Renesas Electronics đến từ Nhật Bản trong việc cung cấp linh kiện như bao gồm các hệ thống vi mạch điện tử (System on Chips - SoCs), vi điều khiển, chất bán dẫn tương tự và điện tử và các giải pháp phát triển công nghệ hỗ trợ kỹ thuật cho các ứng dụng ô tô và dịch vụ di chuyển. VinFast cũng tham gia EV Experience 2022 tại Zandvoort, Noord-Holland, Hà Lan và Tuyên bố Phát triển phương tiện giao thông không phát thải của Hội nghị Liên Hợp Quốc về Biến đổi Khí hậu lần thứ 26. Tại Triển lãm xe hơi Paris lần thứ 121 năm 2022, VinFast được tổ chức giải thưởng Autobest trao giải "Ngôi sao đang lên" đầu tiên (The Rising Star). Ngày 25/10, VinFast ký kết thỏa thuận với Li-Cycle Holdings Corporate (NYSE: LICY) hợp tác toàn cầu về tái chế pin lithium. Cuối tháng 10, VinFast ký kết Biên bản ghi nhớ về Hợp tác Chiến lược toàn cầu với CATL, nhằm thúc đẩy lĩnh vực phát triển xe điện, bao gồm công nghệ khung gầm thông minh tích hợp pin CTC (Cell to Chassic)  Ngày 25, VinES - công ty thuộc Vingroup, chuyên nghiên cứu phát triển và sản xuất pin lithium chất lượng cao cho xe điện và hệ thống lưu trữ năng lượng đã ký thỏa thuận hợp tác toàn cầu về tái chế pin lithium với Li-Cycle Holdings Corporate. VF e34 được Chương trình đánh giá xe mới Đông Nam Á đánh giá 4 sao. Lô xe VF 8 đầu tiên gồm 999 chiếc lên tàu xuất khẩu ngày 25 tháng 11. Trong lộ trình hoàn thiện khâu sản xuất pin, VinES đã ký hợp tác với Cavico Lao Mining (thành viên Cavico Việt Nam) trong việc cung ứng nguyên liệu Nickel.

### 2023

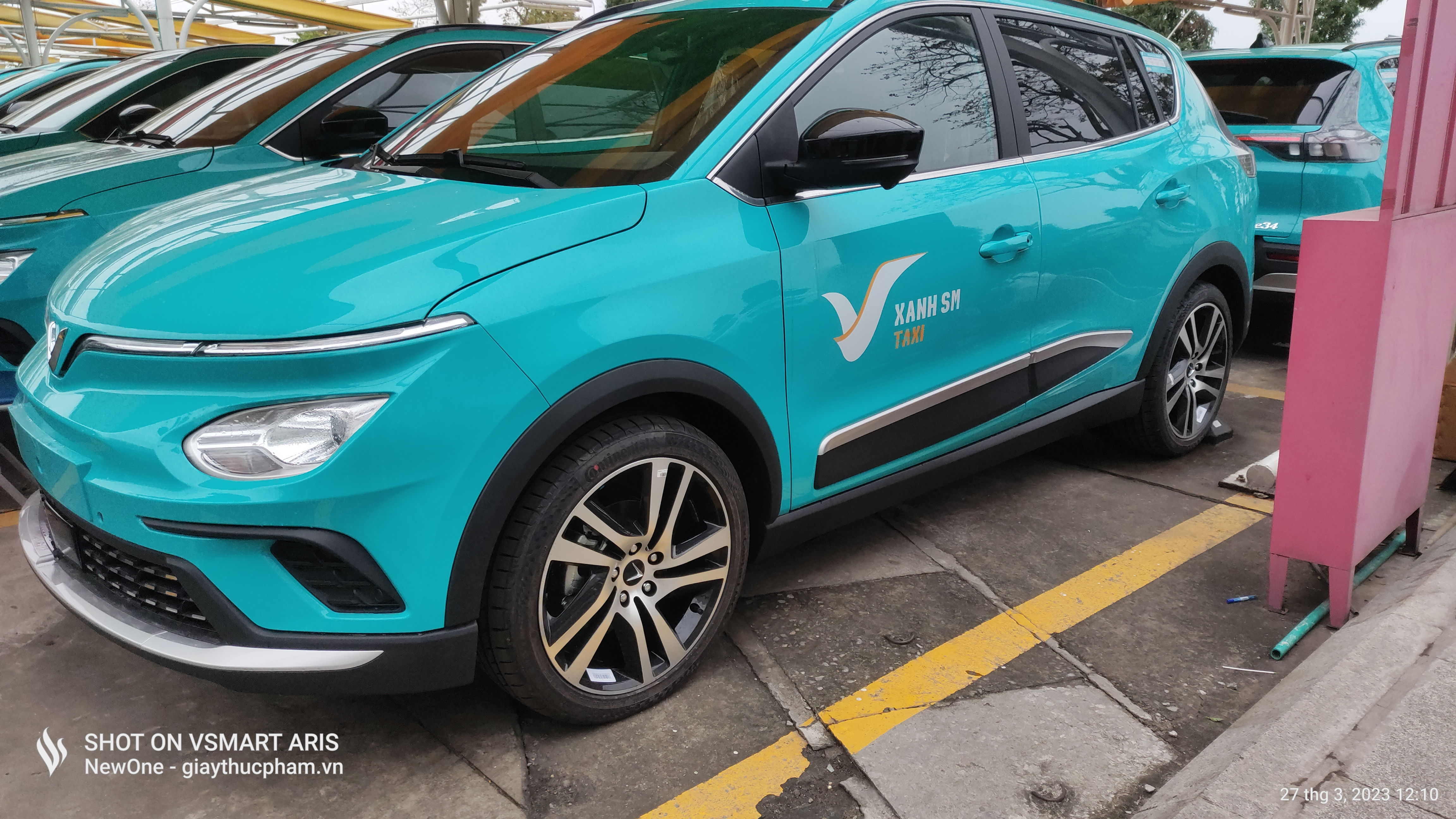
Mẫu VF e34 chạy taxi GSM

VF tiếp tục tham dự CES 2023, ký kết hợp tác với Vayyar Imaging tích hợp công nghệ radar hình ảnh 4D trong khoang lái để bảo vệ an toàn trẻ em trên xe, hợp tác với NXP Semiconductors trong việc cung cấp chipset, linh kiện điện tử bán dẫn và cảm biến; hợp tác với U.S. Bank trong việc cho thuê và vay mua xe tại Mỹ. VinFast Canada tham dự Triển lãm ô tô quốc tế Canada 2023 sau 2 năm hoãn do Covid 19. Lô xe VinFast VF 8 City Edition đầu tiên được bàn giao tới người tiêu dùng tại Mỹ ngày 1 tháng 3 năm 2023. Đầu tháng 3, Vingroup thành lập Công ty Cổ phần Di chuyển Xanh và Thông minh GSM (Green – Smart – Mobility) cung cấp dịch vụ cho thuê ô tô, xe máy điện và dịch vụ taxi VinFast, hợp tác với Be Group, hỗ trợ tài xế chuyển đổi sang xe điện. Mẫu VF 8 được ASEAN NCAP đánh giá độ an toàn 5 sao. 27 chiếc VinFast VF 9 bản Plus 6 chỗ được giao cho khách hàng Việt ngày 27 tháng 3.

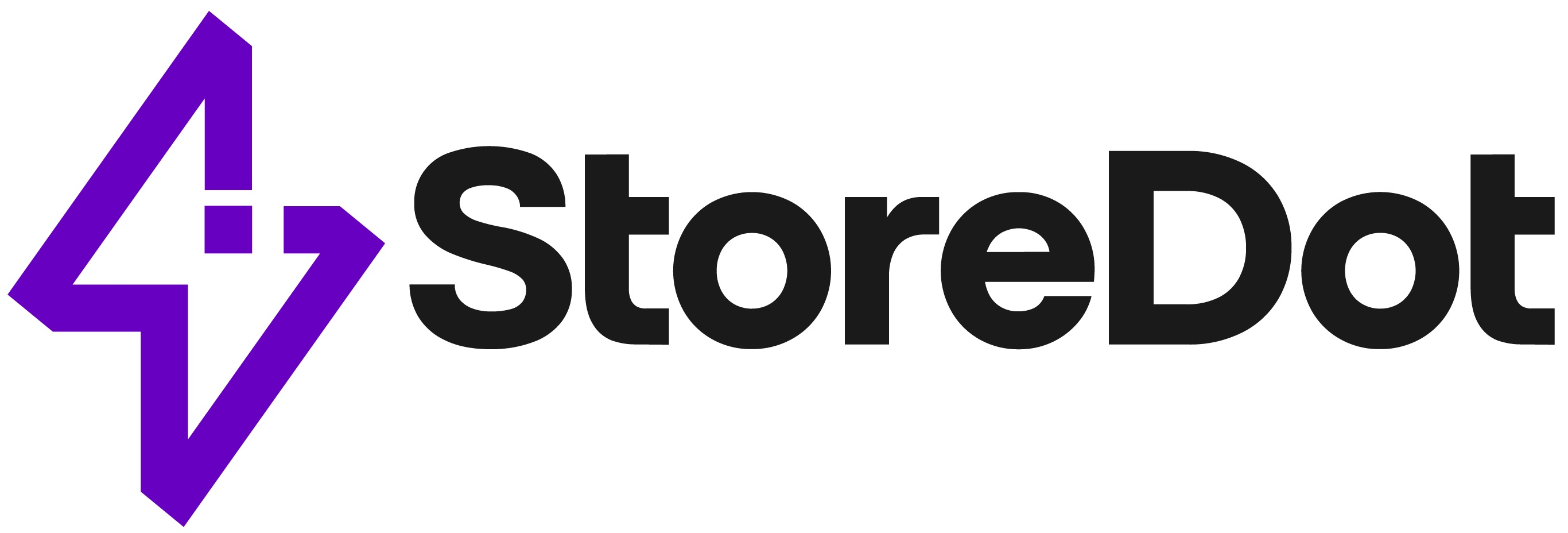
StoreDot

Tiếp nối thỏa thuận 2022, VinES và Li-Cycle đã chính thức ký hợp đồng tái chế chiến lược cho các vật liệu pin do VinES sản xuất tại Việt Nam, đánh giá khả năng xây dựng một nhà máy tái chế pin chuyên dụng (Spoke) nằm gần nhà máy sản xuất của VinES tại Hà Tĩnh. Trước đó, VinES cũng hợp tác với Altınay Elektromobilite (Thổ Nhĩ Kỳ) trong việc cung cấp giải pháp lưu trữ năng lượng toàn diện cho thị trường Năng lượng Thổ Nhĩ Kỳ. Lô xe VF 8 thứ 2 được VinFast xuất lên tàu Silver Queen ngày 16/4 gồm 1.879 chiếc, trong đó 1.098 sang Mỹ và 781 cho Canada. Ngày 21, VinES ký kết thỏa thuận hợp tác phát triển với StoreDot trong nghiên cứu phát triển ra các tế bào (cell) pin sạc siêu nhanh (XFC) và VF chính thức bàn giao xe ô tô điện thể thao đa dụng hạng A VF 5 Plus cho khách hàng tại Hà Nội. Ngày 27, Taxi Xanh SM khai trương tại Thành phố Hồ Chí Minh. VF cũng hợp tác I-CAR®, nhằm cung cấp chương trình Phát triển Chuyên nghiệp (PDP™) cho hệ thống sửa chữa đồng sơn VinFast (VinFast Certified Collision Network - VCCN) Tàu Silver Queen cập cảng Benicia, Solano, Vịnh San Francisco California, Mỹ ngày 12/05/2023 (tức 13/05 giờ Việt Nam) giao 1.098 chiếc VF 8 cho Hoa Kỳ và cập cảng Nanaimo, British Columbia, Canada ngày 17/05/2023 (tức ngày 18/05 giờ Việt Nam) để bàn giao nốt 781 chiếc VF 8 còn lại.
Đầu tháng 6, VinFast giới thiệu mẫu xe thể thao đa dụng cỡ nhỏ VF 3. Cuối tháng 7, VF khởi công xây dựng nhà máy tại hạt Chatham, Bắc Carolina, Mỹ ngay sau khi nhận được tin Ủy ban Chứng khoán Mỹ đồng ý hiệu lực hồ sơ đăng ký theo mẫu F-4 của VinFast liên quan đến giao dịch hợp nhất kinh doanh với Black Spade. Giữa tháng 8, VF lên sàn NASDAQ với tổng số cổ phiếu 2.307.000, giá chào 22$, hơn gấp đôi so với giá thỏa thuận cùng Black Spade Acquisition (10 $), chốt phiên giá 37,06 $. Cuối tháng 9, VinFast chính thức giới thiệu bản thương mại của chiếc Suv/Cuv hạng B VF 6 với giá niêm yết 675 triệu cho bản Eco pin thuê; giá mua pin và giá chênh cho bản Plus đều là +90 triệu. Đầu tháng 10, VinFast nhận sáp nhập VinES từ ông Phạm Nhật Vượng. Cuối tháng 10, VinFast giành giải thưởng Better Choice Awards 2023 với VF 9 ở hạng mục "Xe dẫn đầu xu hướng" và VF 6 là "Xe phổ thông tiêu biểu cho gia đình".

### 2024-2025
VinFast khởi đầu năm 2024 với mẫu concept bán tải điện VF Wild. Ngày 1 tháng 8, VinFast bàn giao lô xe VF 3 đầu tiên cho khách hàng Việt Nam tại Vinhomes Riverside. Cả 3 mẫu VF 7, VF 3 và VF Wild được thiết kế bởi Gomotiv. Đầu năm 2025, VinFast giới thiệu 4 mẫu xe dịch vụ VinFast Green gồm Minio Green, Herio Green, Nerio Green và Limo Green (MPV 7 chỗ). Cuối tháng 4/2025, VinFast hợp tác với LKQ Netherlands xây dựng mạng lưới dịch vụ bảo dưỡng và hậu mãi toàn diện, chất lượng cao ở Hà Lan.
VinFast tham gia Hiệp hội Công nghiệp Ô tô Indonesia (GAIKINDO) tháng 7/2025.

## Lãnh đạo
Một số lãnh đạo của công ty:
- Chủ tịch Công ty Trách nhiệm hữu hạn Sản xuất và Kinh doanh VinFast: Lê Thị Thu Thủy.[349]
- CEO toàn cầu Michael Lohscheller. Sau 27/12/2021 là Lê Thị Thu Thủy[251]. Từ 6/1/2024 vị trí này do ông Phạm Nhật Vượng phụ trách.[2]
- CEO Công ty Trách nhiệm hữu hạn Sản xuất và Kinh doanh VinFast: James Deluca.[349]
- Ông Võ Quang Huệ là phó Tổng Giám đốc Vingroup, phụ trách mảng VinFast. Ông Huệ là người đã kết nối VinFast với các công ty trong ngành công nghiệp ô tô châu Âu.[350][351]
- Giám đốc điều hành Công ty Cổ phần Dịch vụ và Kinh doanh VinFast: Bà Lê Thanh Hải.[352]
- Giám đốc thiết kế: David Lyon.[352]
- Phó chủ tịch sản xuất và kỹ thuật Lý Văn Tráng.[353]
- Kevin Fisher: Trưởng phòng Kỹ thuật Xe.
- Các Phó Tổng Giám đốc: Nguyễn Thị Vân Anh (nhân sự), Sam Casabene (mua hàng), Roy Flecknell (chương trình và Danh mục sản phẩm).[354]

## Sản xuất

### Quy mô sản xuất

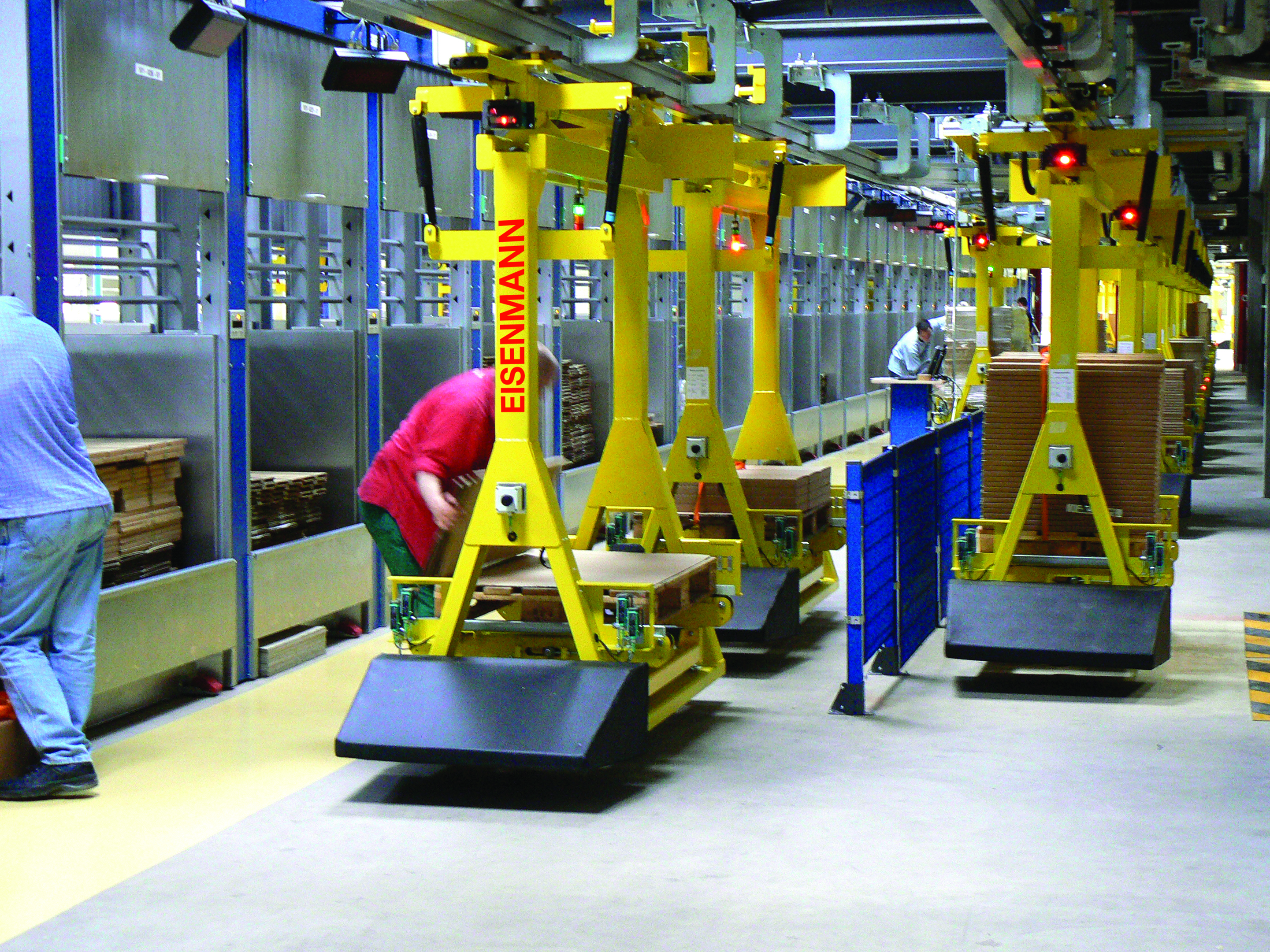
Một dây chuyền sản xuất của Eisenmann AG

Công ty có cơ sở hạ tầng bao gồm trung tâm nghiên cứu và phát triển sản phẩm, nhà máy sản xuất ô tô (ô tô chạy xăng và ô tô điện), nhà máy dập với hệ thống giám sát của Schuler, nhà máy hàn thân xe do Flexible Fertigungstechnik (FFT Group), EBZ thiết kế, và ABB cung cấp 1200 robot, nhà máy sơn với hệ thống quản lý không khí EcoSmart VEC của Dürr, nhà máy sản xuất xe máy điện, và nhà máy động cơ với nền tảng công nghệ của BMW. Thiết kế và cung ứng dây chuyền được lấy mẫu từ các công ty GROB (Grob-Werke), ThyssenKrupp, AVL List GmbH (AVL List) và MAG. Dây chuyền lắp ráp và hoàn thiện do công ty Eisenmann (Eisenmann SE) và Atlas Copco (Atlas Copco) thiết kế. Ngoài ra, VinFast còn sở hữu trung tâm đào tạo và khu nội địa hóa dành cho các nhà cung cấp linh-phụ kiện. Điện thoại thông minh Vsmart của Vingroup được sản xuất tại nhà máy VinSmart nằm trong tổ hợp nhà máy VinFast trong giai đoạn đầu tiên.

## Các dòng sản phẩm
Tính đến giữa năm 2020, công ty đã triển khai 2 dòng sản phâm chính tại Việt Nam: xe máy điện và ô tô xăng. Tính tới 2020, công ty đã thiết kế, phát triển, và đem ra bán ba dòng xe khác nhau bao gồm VinFast Fadil, VinFast Lux, VinFast President, và VinFast Premium. VinFast Fadil và VinFast Premium là loại ô tô có giá phổ thông trong khi VinFast Lux và VinFast President thì thuộc loại xe cao cấp nên có giá thành cao hơn. Xe chạy bằng điện bao gồm xe máy điện và xe buýt điện.

### Xe ô tô VinFast
Vào ngày khánh thành nhà máy sản xuất ô tô tại Hải Phòng 14 tháng 6 năm 2019, công ty công bố con số đơn đặt hàng ô tô chạy xăng là hơn 10.000 chiếc cho 3 dòng sản phẩm VinFast LUX A2.0, SA2.0 và Fadil. Hatchback đô thị CUV VinFast Fadil. Mẫu xe này được phát triển từ mẫu Karl Rocks của Open (Đức) theo hợp đồng nhượng quyền công nghệ từ General Motors. VinFast đã mua bản quyền sản xuất xe hạng A Vauxhall Viva của Vauxhall Motors thuộc tập đoàn Groupe PSA (chủ của các nhãn hiệu xe Peugeot, Citroën, DS Automobiles, Opel, Vauxhall, Ambassador,...) Fadil dùng vành hợp kim nhôm đúc đường kính 15 inch, có 5 màu sơn ngoại thất: Inferno red, Rapid Blue, De Sat Silver, Action Orange, Brahminy White. Bảng điều khiển trung tâm dạng buồng lái kép, màn hình cảm ứng 7 inch, kết nối USB, Apple CarPlay và Android Auto, trang bị 6 loa. Khoang hành lý có thể chứa dung tích 1.013 lít. Kết nối Bluetooth cho phép đàm thoại rảnh tay.
Động cơ xăng 1.4L công suất tối đa 96 hp, tốc độ quay 6200 vòng/phút, mô men xoắn cực đại 128Nm 4.400 vòng/phút. Hệ thống treo trước MacPherson, trợ lực tay lái bằng điện. Fadil có đèn sương mù trước, đèn báo phanh trên cao; đèn chiếu xa và chiếu gần là halogen. Phiên bản nâng cao có đèn chiếu sáng ban ngày và đèn hậu là LED thay cho halogen ở bản tiêu chuẩn. Gương có chế độ tự sấy, có gập và chỉnh bằng điện, tích hợp đèn báo rẽ. Lốp Continental AG của Đức kích thước 185/55R15 và có lốp dự phòng theo xe. La-zăng bằng hợp kim nhôm, với bản nâng cấp có 2 màu. Xe có hệ thống phanh đĩa/tang trống, chống bó cứng phanh ABS, phân phối lực phanh điện tử EBS, hệ thống cân bằng điện tử (ESC), kiểm soát lực kéo TCS, khởi hành ngang dốc HSA, chống lật ROM, chìa khóa mã khóa. Hệ thống túi khí trang bị 2 chiếc ở bản tiêu chuẩn và 6 chiếc bản nâng cao. Phiên bản cao cấp có thêm camera lùi, cảm biến hỗ trợ đỗ xe sau, khóa cửa tự động khi di chuyển, cảnh báo chống trộm. Phiên bản cao cấp có giá chênh lệch so với bản tiêu chuẩn lên đến 71 triệu VND, chưa VAT. Bản tiêu chuẩn của Fadil được bàn giao cho khách ngày 17 tháng 6 năm 2019.
Tên LUX là viết tắt của chữ luxury. Tên gọi đầy đủ VinFast Lux A2.0 đã được Vingroup đăng ký bản quyền tại Cục Sở hữu trí tuệ. Hiện tại VinFast có hai dòng xe thuộc mẫu xe LUX: SUV VinFast LUX SA2.0 và Sedan VinFast LUX A2.0. Hai dòng xe này được thiết kế dựa trên BMW 5 Series (F10) và BMW X5. Chúng được bàn giao đầu tiên ngày 28 tháng 7 năm 2019. LUX SA2.0 và LUX A2.0 được VinFast phát triển từ 20 mẫu do 4 hãng thiết kế Pininfarina, Zagato, Torino và ItalDesign: 20 mẫu xe này được VinFast công khai cho người tiêu dùng bình chọn từ ngày 2 tháng 10 năm 2017 và kết quả chung cuộc ngày 20 tháng 10 năm 2017 thuộc về 2 mẫu Sedan 02 và SUV 02 của Ital Design được cho là vẻ đẹp mạnh mẽ, sang trọng và tràn đầy năng lượng. Hai mẫu xe này có biểu tượng tạo hình cách điệu chữ V, chữ cái đầu trong tên nước Việt Nam vào logo và đường nối từ đèn pha đến đầu xe, được chế tạo mẫu concept bởi Pininfarina.
Mẫu xe VinFast President giới thiệu năm 2019 tại Triển lãm mô tô Geneva, dự kiến ra mắt 2020 là phiên bản đặc biệt giới hạn trang bị động cơ V8 6,2 lít công suất 455 mã lực, mô-men xoắn cực đại 624 Nm, tốc độ tối đa trên 300 km/h, lốp đường kính 22 inch. Nội thất dùng da lộn Ultrasuede, hợp chất sợi carbon. Phiên bản VinFast President là xe ô tô đầu tiên trong năm 2020 được giới thiệu chính thức ra thị trường của VinFast, có kích thước Dài x Rộng x Cao là 5.146 mm x 1.987 mm x 1.760 mm.
Dòng nhãn hiệu VinFast Pre (viết tắt của Premium) được VinFast định vị phân khúc giá phổ thông hơn VinFast Lux, dự định 
với 7 mẫu bao gồm VinFast Pre A Hatchback, VinFast Pre B Hatchback, VinFast Pre C Sedan và CUV, và VinFast Pre D Sedan, SUV, xe gia đình MPV. Trong phân khúc D SUV này có cả lựa chọn 1 mẫu xe bán tải và  1 mẫu xe Cross Coupé.

### Xe chạy điện

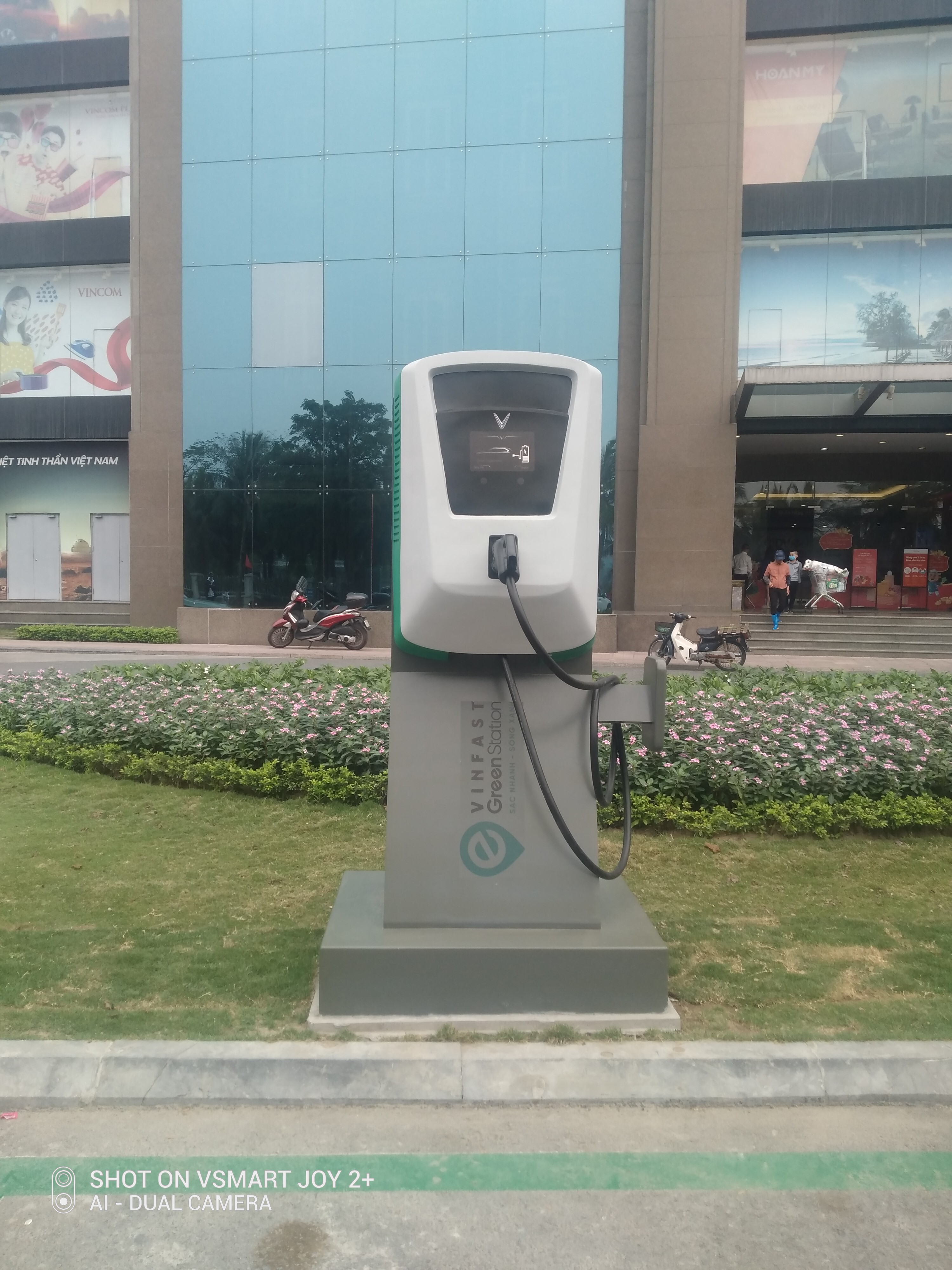
Trạm sạc ô tô điện VinFast tại Long Biên

Vingroup đã ký thỏa thuận được với một số đơn vị nhằm triển khai mạng lưới trạm sạc điện cho xe máy, ô tô chạy điện: 600 điểm với PV Oil, 10.000 điểm với Petrolimex, 13.000 điểm với VNPOST.

#### Xe máy điện
Xe máy điện VinFast Klara là chiếc xe máy chạy bằng năng lượng điện đầu tiên được sản xuất tại Việt Nam đáp ứng các tiêu chuẩn về thông minh, phù hợp với thể trạng người Việt Nam và điều kiện giao thông khu vực. Vingroup cũng công bố kế hoạch sản xuất năm 2019 gồm 7 mẫu xe điện khác, trong đó có 3 mẫu xe đạp điện, 1 xe trung cấp, 2 xe cao cấp và 1 xe cao cấp VinFast eScooter: VinFast Klara A1 dùng pin Li-ion và VinFast Klara A2 dùng acquy axit chì, VinFast Ludo và VinFast Impes, VinFast Klara S với động cơ Bosch công suất 1.200W, 2 pin Lithium LG CHEM, tiêu chuẩn chống nước và bụi IP57-IP67, tích hợp eSIM kết nối GSM hoặc Bluetooth, và cuối cùng là VinFast V9 (dự kiến).
Ngày 22 tháng 7 năm 2019, VinFast tiếp tục ra mắt mẫu xe máy điện VinFast Ludo và VinFast Impes kiểu dáng nhỏ hơn. Tính đến tháng 9 năm 2020, VinFast đã có 99 đại lý phân phối trên toàn quốc, 80 đại lý bảo hành, 682 trạm sạc. Ngoài ra, VinFast còn lên kế hoạch sản xuất ô tô điện khi đưa ra 17 mẫu xe điện vào ngày 8 tháng 3 năm 2018 và chốt mẫu IDG EV A của Ital Design.
Ngày 17/1/2021, VinFast tổ chức giới thiệu và ngày 21/1/2021, tổ chức chào hàng 2 mẫu xe máy điện mới: VinFast Feliz và Theon.

Cuối tháng 4/2022, VF giới thiệu 5 mẫu xe máy điện sử dụng pin LFP bao gồm Feliz S, Klara S (2022), Vento S, Theon S và Evo 200.

#### Xe buýt điện
VinBus là tên gọi tắt của công ty TNHH dịch vụ vận tải sinh thái VinBus (vốn điều lệ 1.000 tỉ đồng) được Vingroup thành lập ngày 25 tháng 4 năm 2019. Vinbus sử dụng xe buýt điện do VinFast sản xuất để vận tải hành khách nội thành, ngoại thành, và liên tỉnh với cơ cấu hoạt động theo mô hình phi lợi nhuận. Nhằm phục vụ nhu cầu đi lại của người dân, mở rộng mạng lưới giao thông công cộng và đặc biệt là giảm tiếng ồn và khí ô nhiễm, VinBus sẽ sử dụng 100% xe buýt điện. Đầu tiên, công ty sẽ bắt đầu hoạt động với 3.000 xe buýt điện VinFast. Theo mô hình phi lợi nhuận của công ty thì 100% lợi nhuận sẽ được tái đầu tư nhằm nâng cao chất lượng dịch vụ, phát triển hệ thống và mở rộng các tuyền đường để đưa tới người dân một dịch vụ giao thông công cộng văn minh cũng như hiện đại. VinBus bắt đầu triển khai 10 tuyến đầu tiên tại Hà Nội từ tháng 9 năm 2020.

#### Xe ô tô điện
Ngày 24 tháng 3 năm 2021, VF chính thức mở bán mẫu xe ô tô thể thao đa dụng chạy điện VFe34. Mẫu e34 được ra mắt online ngày 15/10/2021. VF e34 được lên kế hoạch bàn giao ngày 25 tháng 12 năm 2021. Với mỗi VF 8 và VF 9 đặt hàng 5/1/2022 - 30/05/2022 (giờ California, Mỹ), VinFast áp dụng trồng 1 cây rừng phủ xanh Trái Đất.

### Trợ lý ảo ViVi
ViVi là trợ lý ảo do Viện nghiên cứu Dữ liệu lớn VinBigdata (thuộc tập đoàn Vingroup) phát triển, tích hợp trên các dòng xe ô tô VinFast, hệ thống nhà thông minh VinHomes. Cũng tương tự Trợ lý Google và Siri, ViVi được kích hoạt với câu lệnh Hey, VinFast.

## Đánh giá
Sau khi xe máy điện VinFast Klara được mở bán, đã có người tiêu dùng mua về và mở ra xem xét chi tiết bên trong rồi nhận xét: "cơ bản là bộ khung chắc chắn mối hàn đẹp. Hộp điều khiển điện để rất cao phía trước... Thiết kế thế này cùng với động cơ chống nước khiến chiếc xe có thể chịu được mức nước cao mà không chết máy". Nhiều khách hàng người Việt kỳ vọng vào sản phẩm ô-tô hàng nội địa sẽ có giá thành mềm hơn so với các ô-tô nhập khẩu để nhiều người có thể tiếp cận tới phương tiện này. Tuy nhiên, tờ VnExpress lại nhận định: Giá xe VinFast hiện tại không thấp hơn so với sản phẩm cùng phân khúc bởi chịu nhiều thuế phí và ngành phụ trợ chưa phát triển. Một số xe bị VinFast thu hồi do có một số lỗi máy móc.

### Phản hồi từ khách hàng
Sau khi khách hàng phản ánh việc xe VinFast Fadil không có chắn bùn, VinFast đã giải thích lý do và tiến hành lắp đặt ốp chắn bùn sau miễn phí. Sau quá trình khách hàng phản ánh về việc tay lái VinFast Lux A.0 và SA.0 hơi nặng, VinFast đã cùng với nhà cung cấp bơm trợ lái ZF tiến hành mời khách hàng quay lại đại lý để kiểm tra và thay mới miễn phí.
YouTuber Trần Văn Hoàng làm một video nói về các lỗi của ô tô VinFast anh sử dụng. Trước điều này, VinFast đã lập tức đăng thông báo khởi kiện anh Hoàng ra công an dù anh Hoàng đã rút video xuống với lý do các lỗi của anh Hoàng chưa xác thực. Trong video, Trần Văn Hoàng liệt kê hơn 10 lỗi trên xe VinFast Lux A2.0. Chiếc VinFast Lux A2.0 đã lăn bánh tổng quãng đường 8.000 km. Chủ nhân kênh YouTube này cho biết, anh đã mang xe đi sửa chữa, bảo dưỡng 10 lần tại xưởng dịch vụ chính hãng nhưng kỹ thuật viên không khắc phục được triệt để hết các lỗi. Chiều ngày 2 tháng 5 năm 2021, fanpage chính thức của hãng xe VinFast đăng thông điệp với tiêu đề "VinFast không nhượng bộ trước thông tin gây hoang mang cho người dùng".